# Jaime González
Jaime González Ortíz (1938. április 1.  – 1985)  kolumbiai válogatott labdarúgó.

## Pályafutása

### Klubcsapatban
1960 és 1963 között az América Cali játékosa volt. 1964-ben a Millonarios csapatához igazolt, ahol 1967-ig játszott. 

### A válogatottban
1962 és 1963 között 7 alkalommal szerepelt a kolumbiai válogatottban. Részt vett az 1962-es világbajnokságon és 1963-as Dél-amerikai bajnokságon .

## Sikerei
Millonarios
- Kolumbiai bajnok (1): 1964